# Dessin animé en Tintincolor
Le dessin animé en Tintincolor est une méthode d'illustration de bande dessinée, créée en 1956 dans le Journal de Tintin.

## Description
Les planches sont illustrées de manière à créer l'illusion de voir une pellicule cinématographique,. En effet, chaque case est agrémentée d'une bordure noire avec de petits carrés blancs, comme s'il s'agissait d'un extrait de film. 
Cette méthode fut utilisée pour égayer le journal, jugé trop austère par rapport au journal Spirou.
René Goscinny y participe activement avec des dessinateurs différents.

## Nom
Le nom Tintincolor fait référence : 
- au Journal de Tintin, périodique dans lequel cette méthode fut utilisée ;
- aux dessins animés en Technicolor, nombreux dans les années 1930 à 1950.

## Exemple de séries en Tintincolor
- Globul le martien
- Coccinelle
- Mottie la marmotte
- Monsieur Tric

## Sources
- Le Dictionnaire Goscinny, JC Lattès 2003 (spécialement page 42).